# Adamsson i Sverige
För filmen som bygger på boken, se Adamsson i Sverige (film)
Adamsson i Sverige är en delvis självbiografisk roman av den svenske författaren Olle Länsberg, utgiven på 1964 på Albert Bonniers Förlag.
Romanen filmatiserades 1966 som Adamsson i Sverige i regi av Stig Ossian Ericson. Länsberg skrev manus till filmen.

### Fotnoter
1. ↑  ”Adamsson i Sverige”. Libris.kb.se. http://libris.kb.se/hitlist?q=olle+l%C3%A4nsberg+adamsson+i+sverige&r=&f=simp&t=v&s=rc&g=&m=10. Läst 6 mars 2013.
2. ↑  ”Adamsson i Sverige”. Svensk Filmdatabas. http://www.sfi.se/sv/svensk-filmdatabas/Item/?itemid=4748&type=MOVIE&iv=Comments&ref=/templates/SwedishFilmSearchResult.aspx?id%3d1225%26epslanguage%3dsv%26searchword%3dadamsson+i+Sverige%26type%3dMovieTitle%26match%3dBegin%26page%3d1%26prom%3dFalse. Läst 6 mars 2013.